# Oud Rauma
Oud Rauma (Fins: Vanha Rauma) is het (grotendeels) uit hout opgebouwde stadscentrum van de Finse stad Rauma. Het centrum staat op de UNESCO werelderfgoedlijst.
Het gebied omvat ongeveer 0,3 km² en telt circa 600 gebouwen. De stad Rauma breidde zich pas in de 19e eeuw uit buiten het historische centrum. De oudste gebouwen dateren uit de 18e eeuw; twee stadsbranden in 1640 en 1682 verwoestten de stad.